# Jessabelle
Jessabelle is een Amerikaanse bovennatuurlijke thriller/horrorfilm uit 2014 onder regie van Kevin Greutert.

## Verhaal
Jessabelle - roepnaam Jessie - staat op het punt om te gaan samenwonen met haar verloofde Mark. Met haar laatste spullen in de auto, gaan ze samen op weg naar hun nieuwe, gezamenlijke thuis. Onderweg rijdt een andere wagen vol op die van hun in. Mark overlijdt. Jessie belandt in een rolstoel en moet met behulp van fysiotherapie geleidelijk opnieuw leren lopen. Jessie belt daarom haar vader Leon op, ondanks dat ze al jaren geen contact meer met hem heeft. Ze ziet geen andere mogelijkheid, want ze heeft de sleutel van haar oude huis al ingeleverd. Haar moeder Kate is overleden toen ze nog een baby was.
Leon komt en neemt Jessie mee naar zijn huis in Louisiana. Wanneer ze hier uit haar rolstoel valt, nadat ze iets wilde pakken, vindt ze daaronder een doos waarop 'Jessabelle' staat geschreven. Deze blijkt vol te zitten met videobanden. Nadat Jessie er één in de videorecorder stopt, verschijnt Kate in beeld. Die wist dat ze haar dochter nooit zou zien opgroeien omdat ze een hersentumor had. Daarom heeft ze tijdens haar zwangerschap een aantal opnames gemaakt waarop ze rechtstreeks tegen haar praat. Kate legt een aantal tarotkaarten voor haar dochter om diens toekomst te voorspellen. Dit heeft ze geleerd van haar vriend Moses. Ze leidt een grote verandering en een liefde voor zwemmen af uit de kaarten, maar ook dat een andere aanwezigheid haar dochter het huis uit wil hebben. Daarop stapt Leon binnen. Hij zet kwaad de video af, maakt de band stuk en gooit Jessies rolstoel buiten in het meer, zodat ze niet meer alleen van haar bed naar de huiskamer kan. Leon draagt haar op niet meer rond te snuffelen en zegt dat Kate in de laatste periode van haar leven krankzinnig was als gevolg van de hersentumor.
's Nachts in bed ziet Jessie een meisje in haar kamer. Zodra ze het licht aandoet, is die weg. 's Morgens staat er een rolstoel naast haar bed. Leon zit aan de ontbijttafel en verontschuldigt zich. Hij heeft haar de nieuwe rolstoel bezorgd. Het is de oude van Kate. Zodra Leon het huis uit is, gaat Jessie weer naar de televisie om de banden te bekijken. Hierop vervolgt Kate haar tarotsessie. Ditmaal ziet ze een afschuwelijke dood voor haar dochter in de kaarten.
De volgende dag arriveert fysiotherapeute Rosaura om oefeningen te doen met Jessie. Ze helpt haar in bad en gaat in een andere kamer voorbereidingen treffen. Nadat Jessie haar ogen sluit, verandert het badwater in bloed. Hieruit komt een hand naar boven die naar de armband aan Jessies pols reikt, de oude armband van Kate. Wanneer Jessie haar ogen opent, rijst een vuil, donker meisje op uit het water en ontstaat er een gevecht. Besmeurd met bloed worstelt Jessie zichzelf het bad uit en kruipt ze gillend over de vloer. Leon stormt binnen. Jessie zit alleen in de badkamer tegen de muur, schoon, net als het water in het bad. Leon stuurt de fysiotherapeute boos weg. Wanneer hij ook de tweede videoband vindt, gaat hij naar buiten om die te verbranden. Hij pakt een aansteker in de schuur, maar steekt daarmee per ongeluk zichzelf in brand. De schuurdeur valt in het slot en Jessie kan niet naar hem toe lopen om te helpen. Leon verbrandt.
Op Leons uitvaart ziet Jessie voor het eerst in jaren schoolvriend Preston terug. Hij heeft het plaatsje nooit verlaten en is inmiddels getrouwd met Sam. Jessie vertelt hem over de videobanden en haar nachtmerries. Hij geeft haar zijn telefoonnummer en zegt toe dag en nacht voor haar klaar te staan. Jessie bekijkt opnieuw een videoband van haar moeder. Die schreeuwt haar dochter hierop toe dat die al dood is. Het donkere meisje uit de badkuip valt Jessie opnieuw aan. Hierbij gaat de spiegel aan diggelen. In een gat in de muur erachter zit nog een videoband verstopt.
Wanneer Preston haar weer bezoekt, vertelt Jessie hem over glinsteringen die haar zijn opgevallen aan de overkant van de rivier, tegenover Leons huis. Hij neemt haar mee in een bootje om te kijken wat daar is. Ze vinden in de bomen opgehangen objecten die gebruikt worden bij voodoo, een regelmatig beoefend gebruik in die regio. Ook vinden ze een kleine grafsteen. Hierop staat de naam Jessabelle en de sterfdatum 1988, Jessies geboortejaar. Preston graaft onder de steen een kist op met daarin het geraamte van een baby. Ze melden dit aan sheriff Pruitt. Die voert de stoffelijke overschotten af voor DNA-onderzoek. Jessie en Preston gaan op zoek naar Kates oude vriend Moses. Ze hopen dat hij kan uitleggen wat de voodoo-materialen betekenen. Het enige wat ze vinden is een geïmproviseerd altaar ter nagedachtenis aan hem. Moses blijkt in 1988 gestorven.
Preston wil Jessie niet meer alleen achterlaten in Leons huis. Hij gaat er samen met haar spullen ophalen zodat ze bij zijn moeder kan logeren. Bij hem thuis is geen optie omdat Sam bang is dat hij weer gevoelens voor haar krijgt. Hij geeft toe dat die verdenking niet onterecht is. Pruitt belt Jessie om te vertellen dat het gevonden geraamte Afro-Amerikaanse genen heeft. Het blijkt vlak na de geboorte vermoord alsof het over iemands knie over de helft is gebroken. Dit overtuigt Jessie ervan dat het donkere meisje dat steeds verschijnt haar geen kwaad wil doen, maar hulp wil. Ze gaat naar binnen en zet de laatste videoband op. Buiten valt het donkere meisje intussen Preston aan.
Op de videoband ziet Jessie Kate met een blanke baby. Ze spreekt een voodoobezwering uit over het kind en schiet zichzelf daarna door het hoofd met een geweer. Vervolgens verschijnt de geest van Kate in de kamer. Jessie vertelt haar wat ze zich inmiddels realiseert. Zijzelf is niet de Jessabelle waartegen Kate praat op de videobanden. Kate heeft het tegen het meisje waartoe het lichaampje in de kist aan de rivier toebehoort. Niet Leon, maar de negroïde Moses was de vader van Kates dochter. Leon realiseerde zich dat toen hij de huidskleur van de baby zag en vermoordde zowel het kind als Moses. Om geen argwaan te wekken, adopteerde hij de blanke Jessie om de plaats van de echte Jessabelle in te nemen.
Ook de geest van Moses verschijnt. Samen met Kate bindt hij Jessies armen vast aan de leuningen van haar rolstoel. Daarna duwen ze haar de steiger af, de rivier in. Preston ziet Jessie op het water afgaan, maar niet dat ze daarheen wordt geduwd. In zijn ogen rolt ze de wielen er zelf heen. Jessie rijdt van de steiger en zinkt. Onder water zwemt de echte Jessabelle naar haar toe. Ze neemt Kates armband van haar arm en schuift die om die van zichzelf. Daarna zwemt ze naar boven. Zodra ze boven water komt, heeft ze het uiterlijk van Jessie. Preston tilt haar op en neemt haar in zijn armen, niet beseffend wie hij werkelijk vastheeft. Jessabelle kust hem en noemt hem haar liefste. Wanneer Pruitt haar vraagt of ze in orde is en haar aanspreekt met juffrouw, geeft ze aan dat hij haar 'Jessabelle' mag noemen.

## Rolverdeling
- Sarah Snook - Jessabelle ('Jessie')
- Mark Webber  - Preston
- Joelle Carter - Kate
- David Andrews - Leon
- Ana de la Reguera - Rosaura
- Amber Stevens - Jessabelle
- Chris Ellis - Sheriff Pruitt
- Brian Hallisay - Mark
- Vaughn Wilson - Moses
- Larisa Oleynik - Sam
- Fran Bennett - Mrs. Davis